# Deniss Čerkovskis
Deniss Čerkovskis (* 2. November 1978 in Riga, Lettische SSR) ist ein ehemaliger lettischer Moderner Fünfkämpfer.

## Karriere
Čerkovskis nahm an vier Olympischen Spielen teil. 2000 in Sydney wurde er 18., 2004 in Athen verpasste er mit Rang vier knapp eine Medaille. Bei den Spielen 2008 in Peking wurde er Elfter, 2012 in London kam er nicht über den 19. Platz hinaus. 2005 wurde er Vizeeuropameister im Einzel. Bei Weltmeisterschaften gewann er 2013 mit Jeļena Rubļevska die Silbermedaille im Mixed.
Bei einem Dopingtest wurde Čerkovskis 2011 positiv auf anabole Steroide getestet und für zwei Jahre gesperrt.